# Dekanat Poznań-Nowe Miasto
Dekanat Poznań-Nowe Miasto – jeden z 43 dekanatów archidiecezji poznańskiej.

## Parafie
- Parafia archikatedralna pw. św. Apostołów Piotra i Pawła w Poznaniu (Ostrów Tumski - Śródka - Zawady),
- Parafia pw. św. Jana Jerozolimskiego za Murami w Poznaniu (Komandoria - Podwale),
- Parafia Najświętszej Maryi Panny Niepokalanie Poczętej w Poznaniu (Główna - Bogucin)
- Parafia św. Rocha w Poznaniu (Św. Roch - Osiedle Jagiellońskie),
- Parafia Wniebowzięcia Najświętszej Maryi Panny w Poznaniu (Kobylepole - Darzybór)
- Parafia pw. Chrystusa Odkupiciela w Poznaniu (Osiedle Warszawskie - Czekalskie),
- Parafia pw. Ducha Świętego w Poznaniu (Antoninek),
- Parafia Matki Bożej Różańcowej w Poznaniu (Zieliniec).

Sąsiednie dekanaty:
- swarzędzki,
- czerwonacki,
- Poznań-Winogrady,
- Poznań-Stare Miasto,
- Poznań-Rataje.
- Poznań-Starołęka

Administracyjnie dekanat położony jest w północnej części dzielnicy Nowe Miasto oraz na terenie wsi Bogucin gminy Swarzędz. Na obszarze dekanatu znajdują się także fragmenty ul. Działkowej i Strzeleckiej w Swarzędzu.

## Kościoły parafialne
- Bazylika archikatedralna Świętych Apostołów Piotra i Pawła w Poznaniu
- Kościół św. Jana Jerozolimskiego za murami w Poznaniu
- Kościół Najświętszej Maryi Panny Niepokalanie Poczętej w Poznaniu
- Kościół św. Rocha w Poznaniu
- Kościół Wniebowzięcia Najświętszej Maryi Panny w Poznaniu
- Kościół Chrystusa Odkupiciela w Poznaniu
- Kościół Ducha Świętego w Poznaniu
- Kościół Matki Bożej Różańcowej w Poznaniu

## Galeria

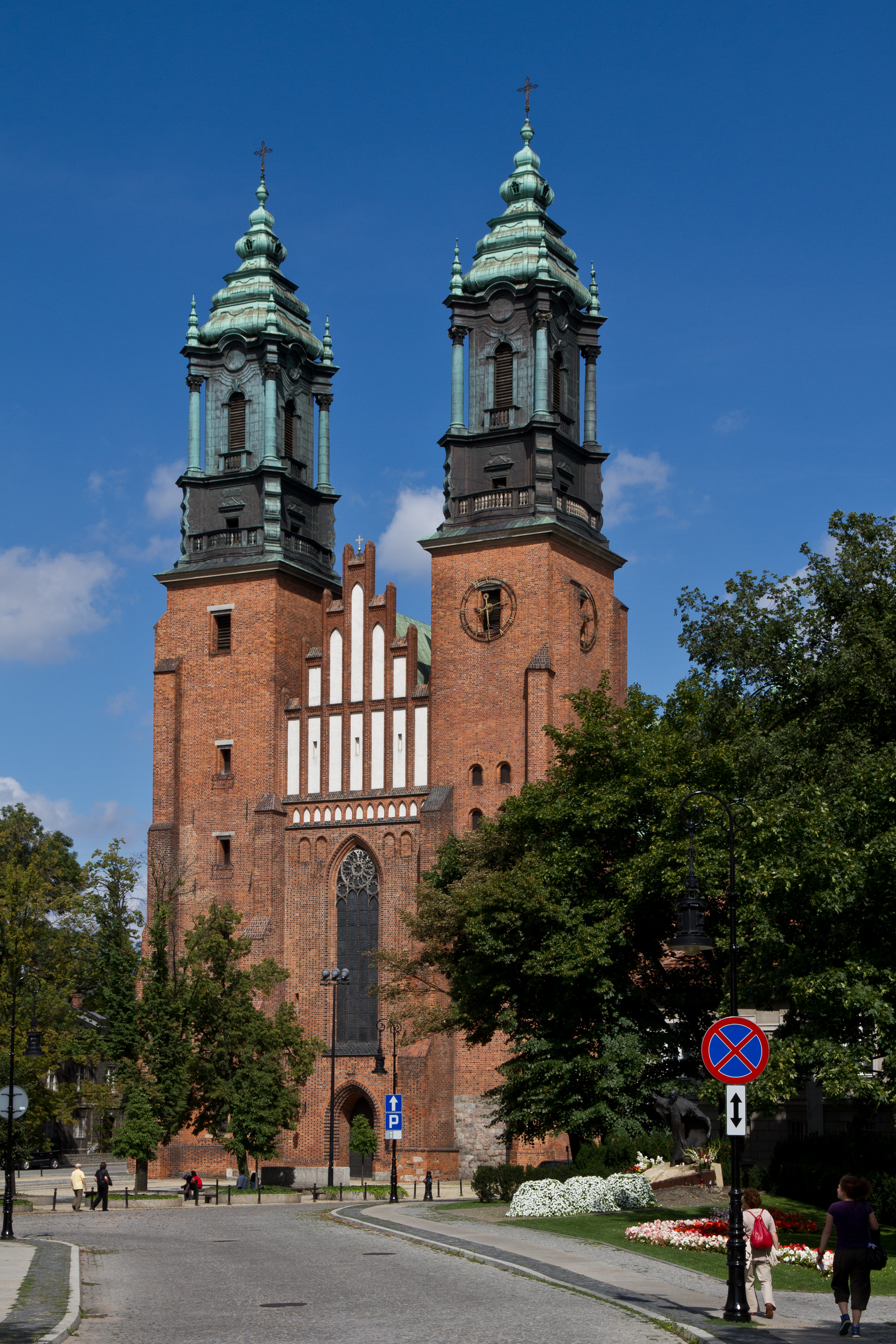
Bazylika archikatedralna Świętych Apostołów Piotra i Pawła
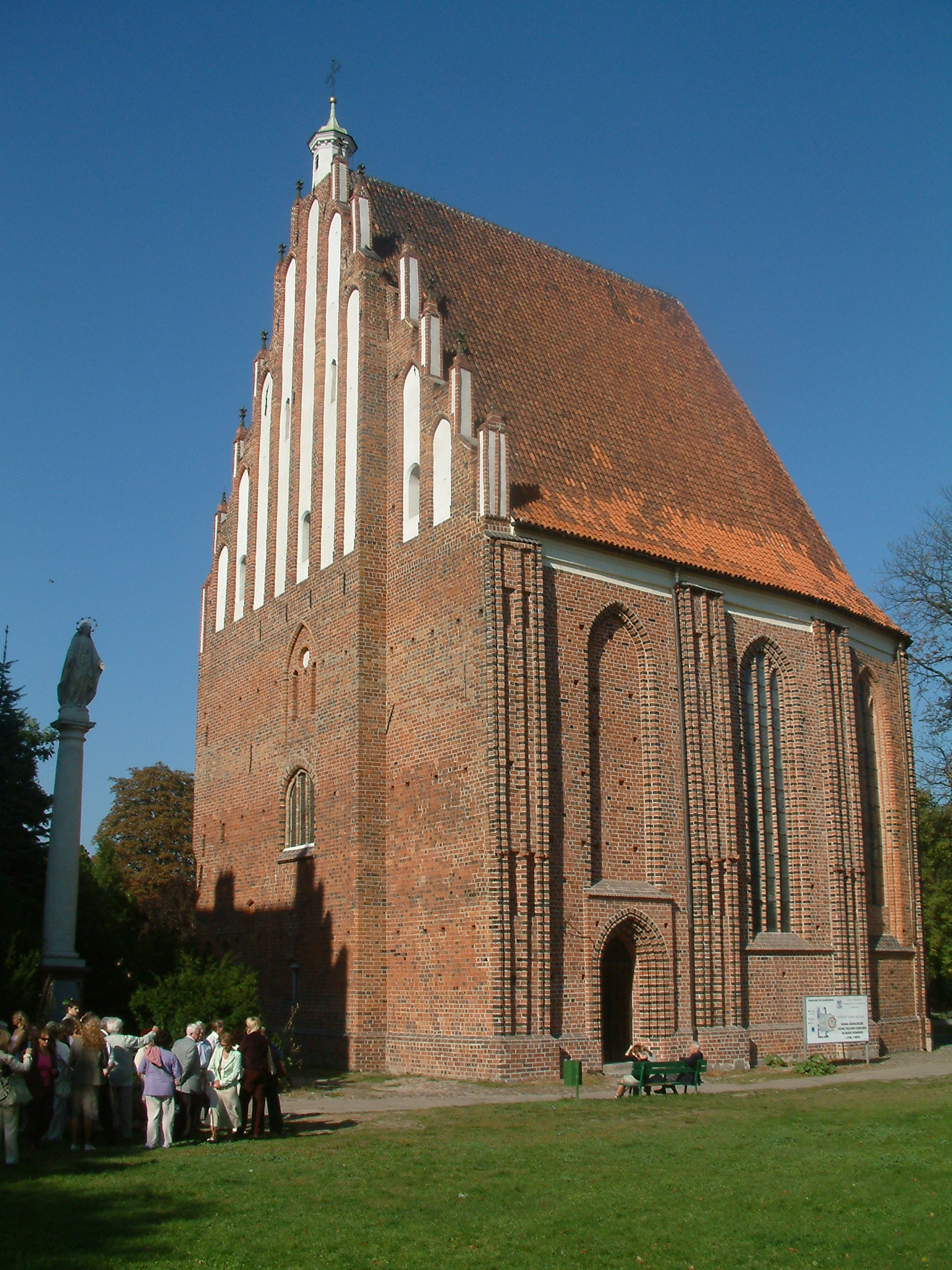
Kościół Najświętszej Marii Panny
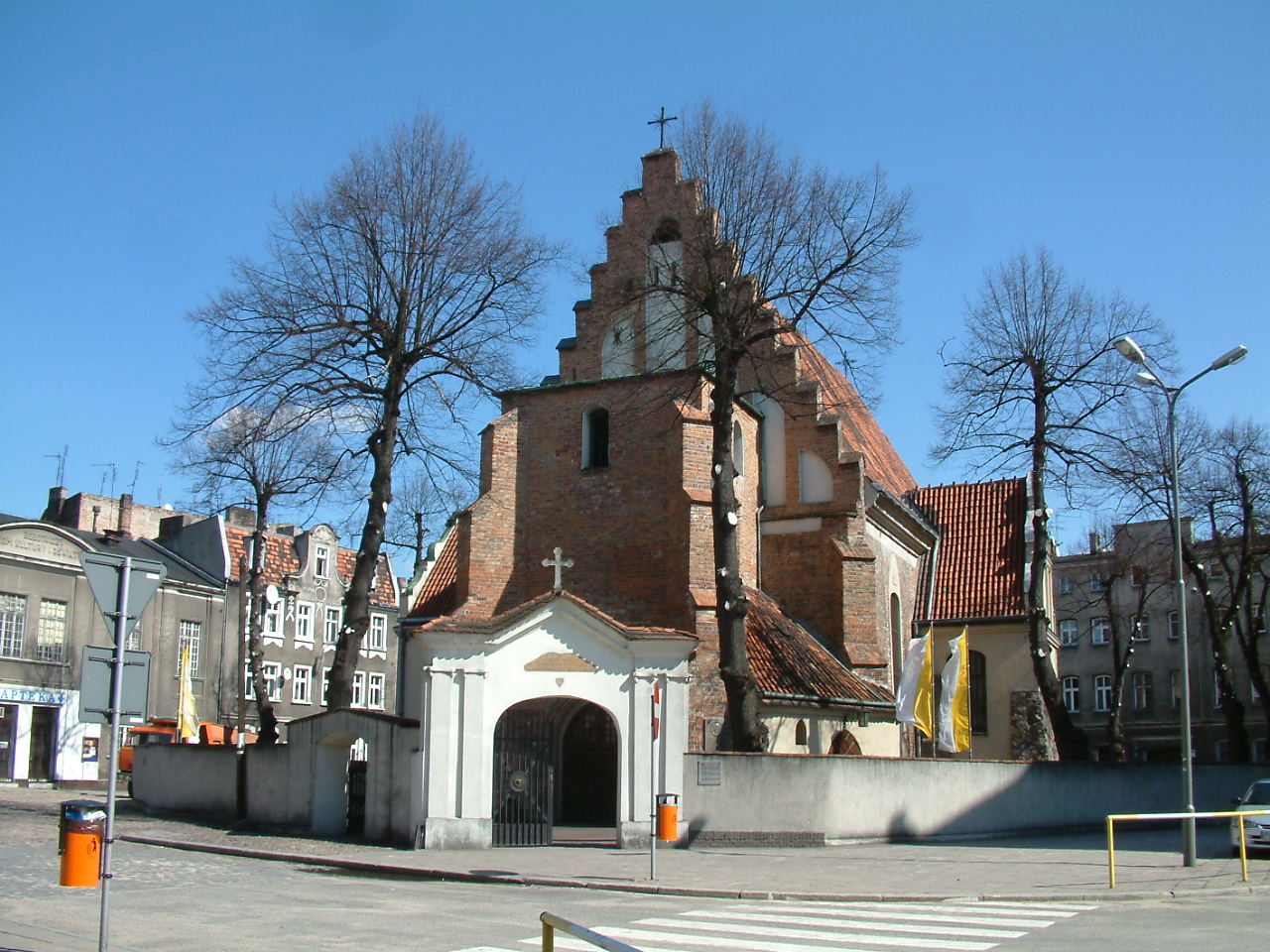
Kościół św. Małgorzaty
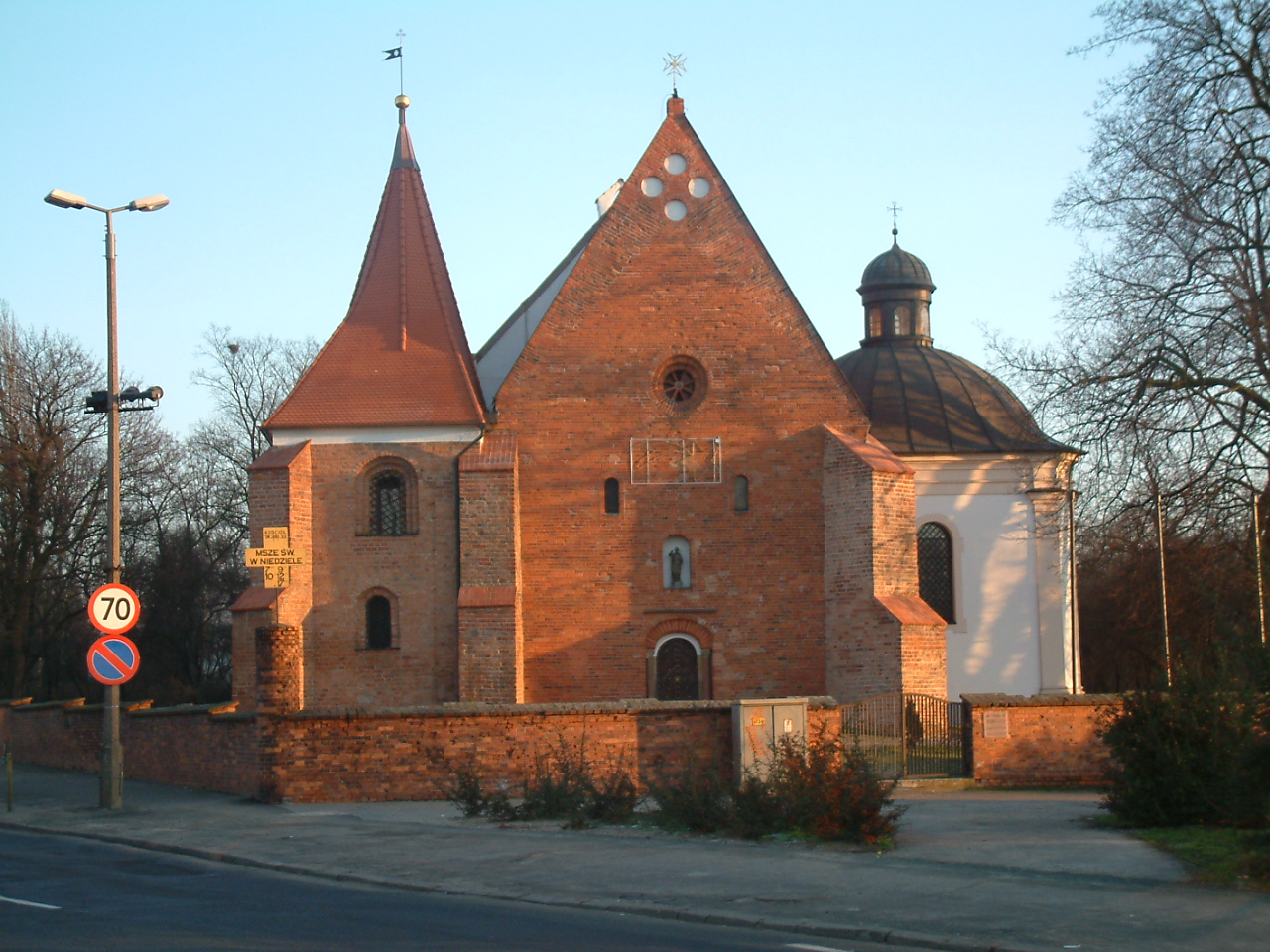
Kościół św. Jana Jerozolimskiego za murami
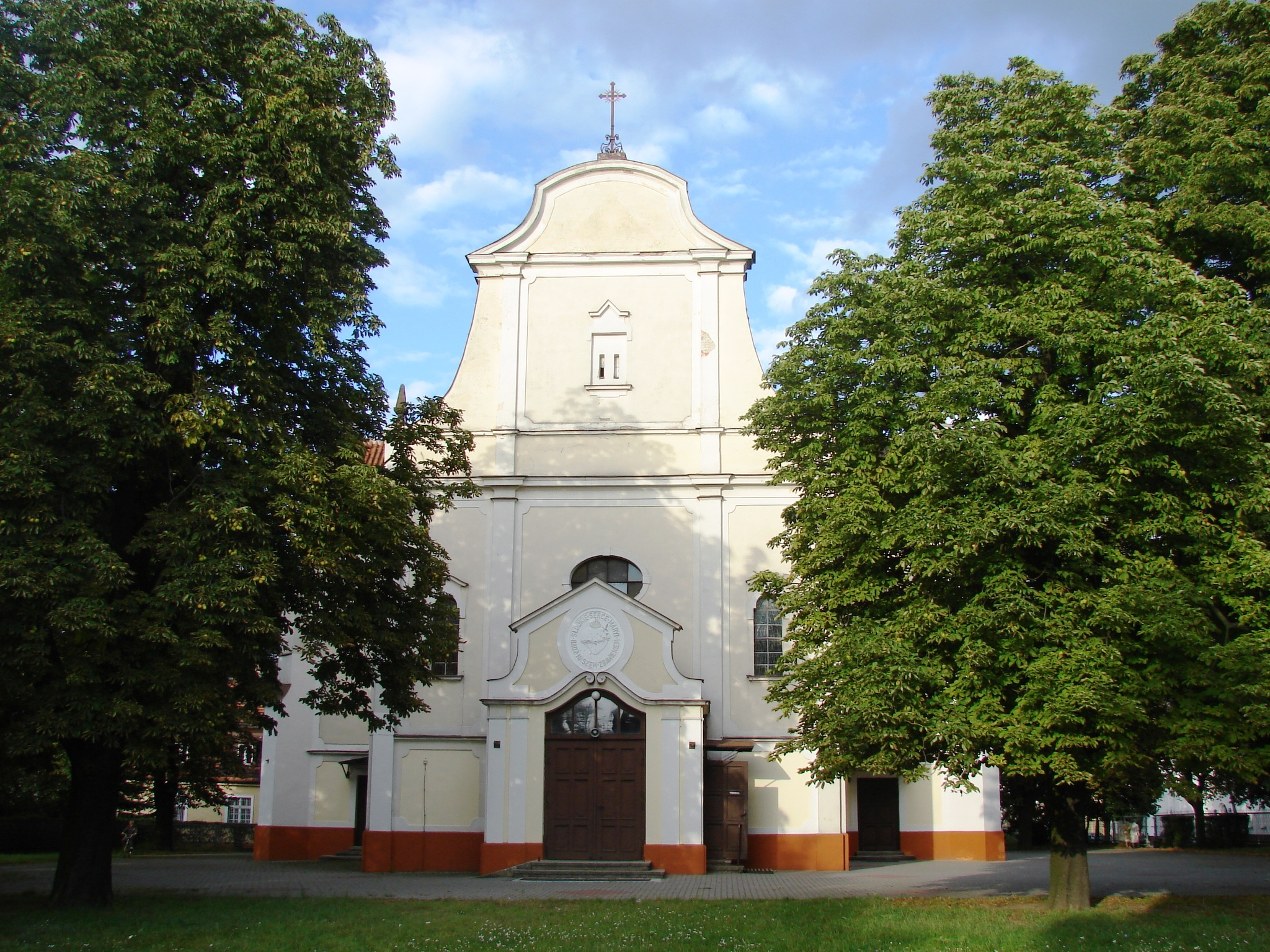
Kościół NMP Niepokalanie Poczętej
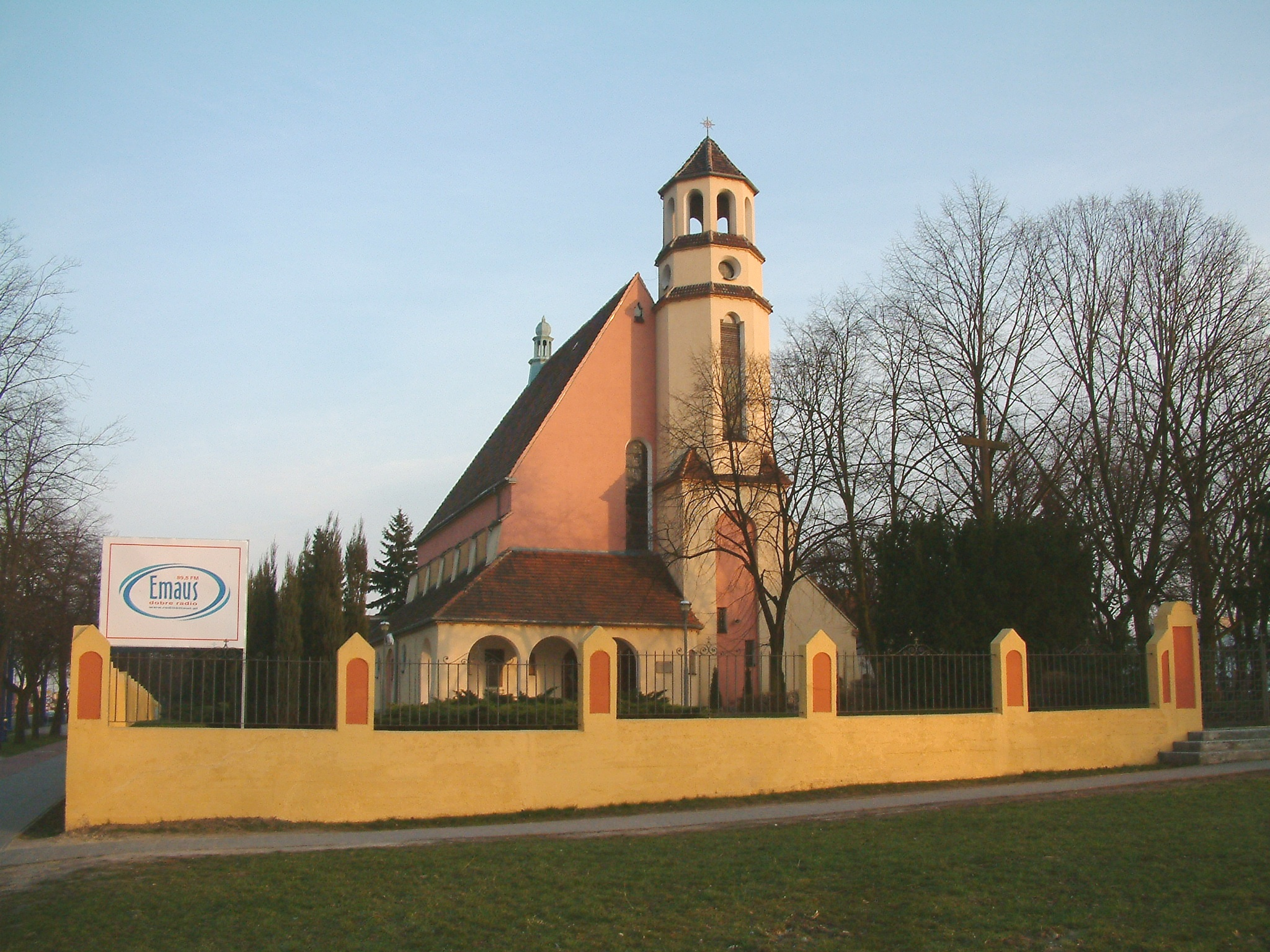
Kościół św. Rocha
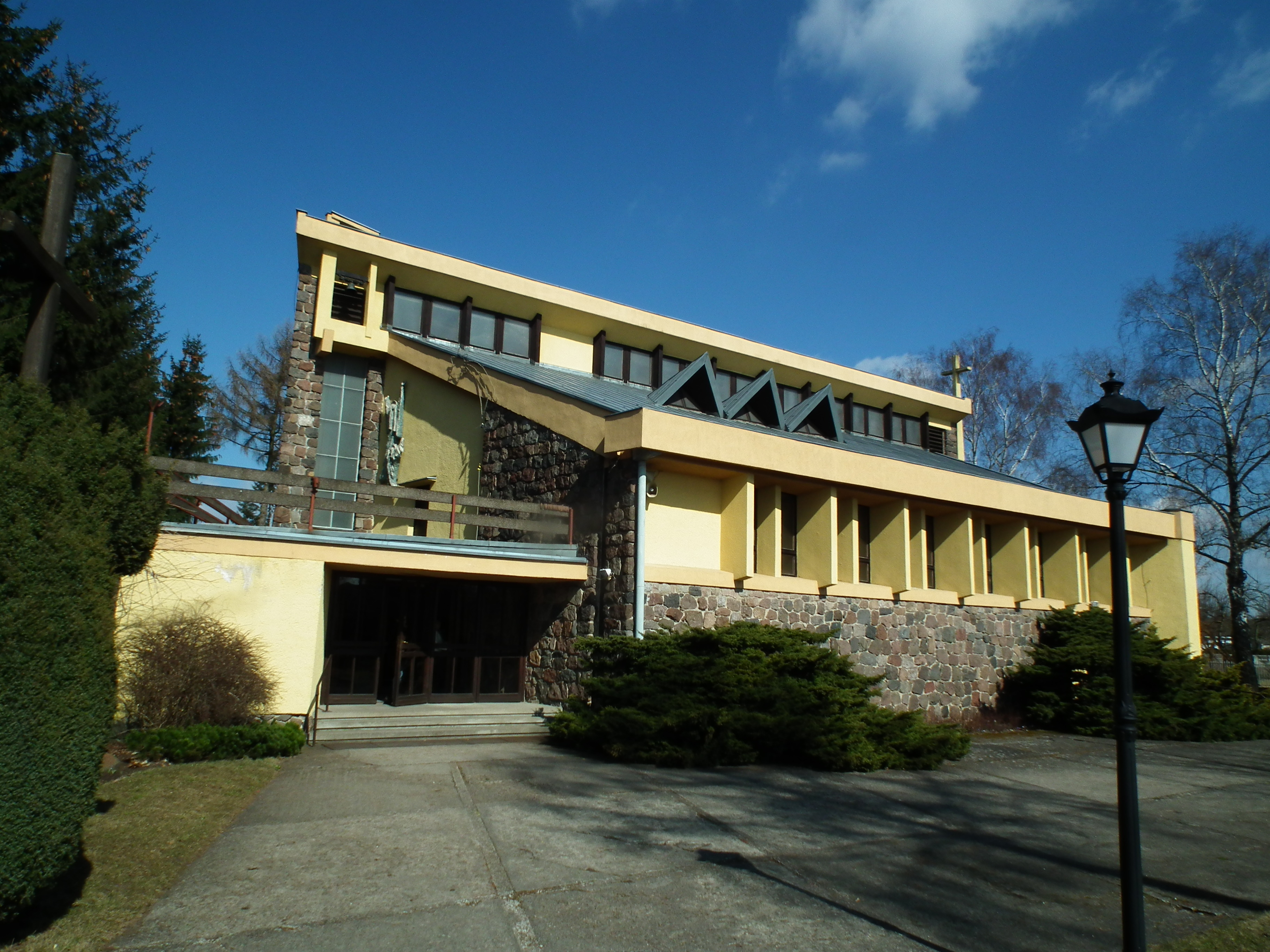
Kościół Wniebowzięcia Najświętszej Maryi Panny
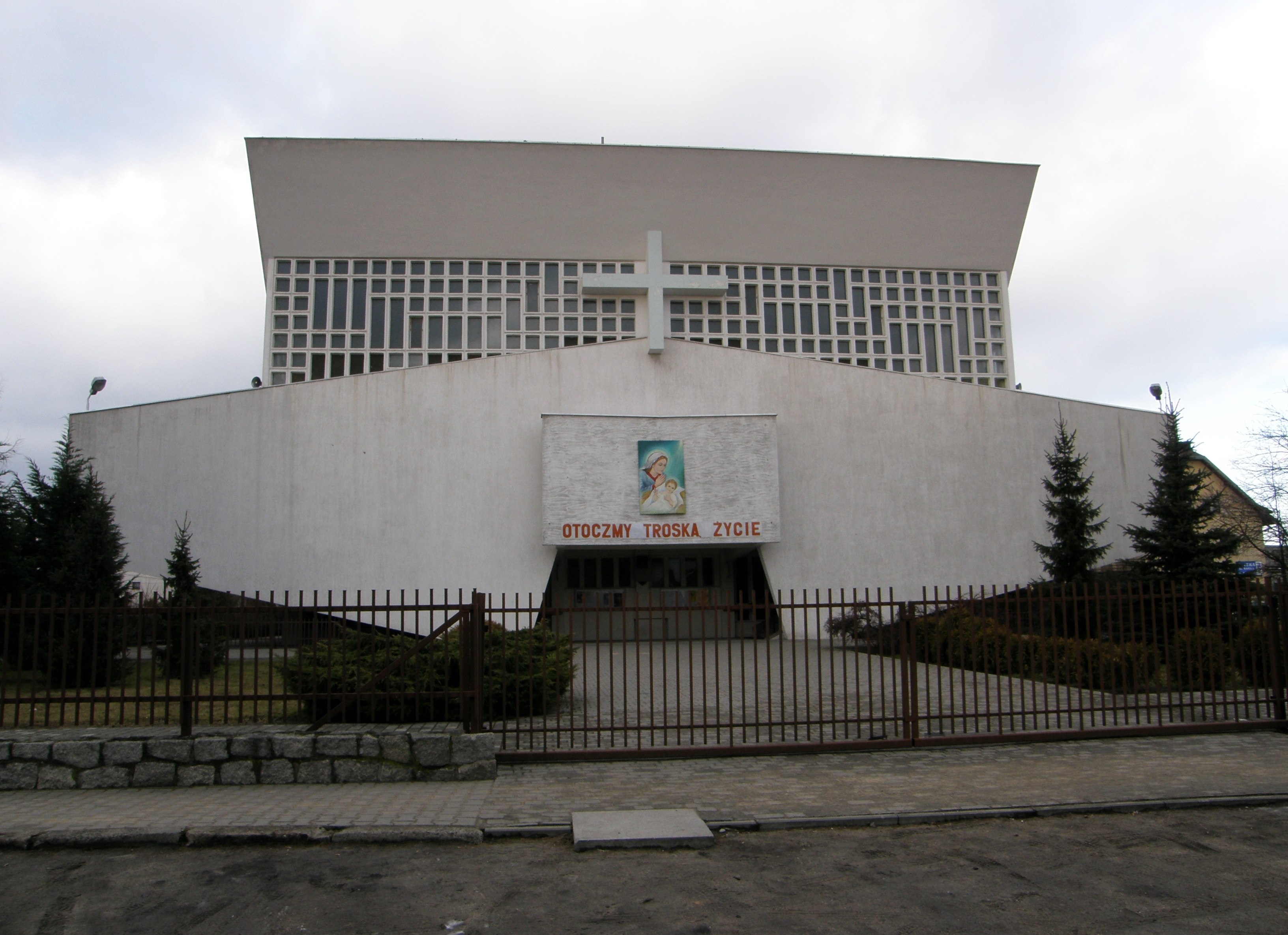
Kościół Chrystusa Odkupiciela
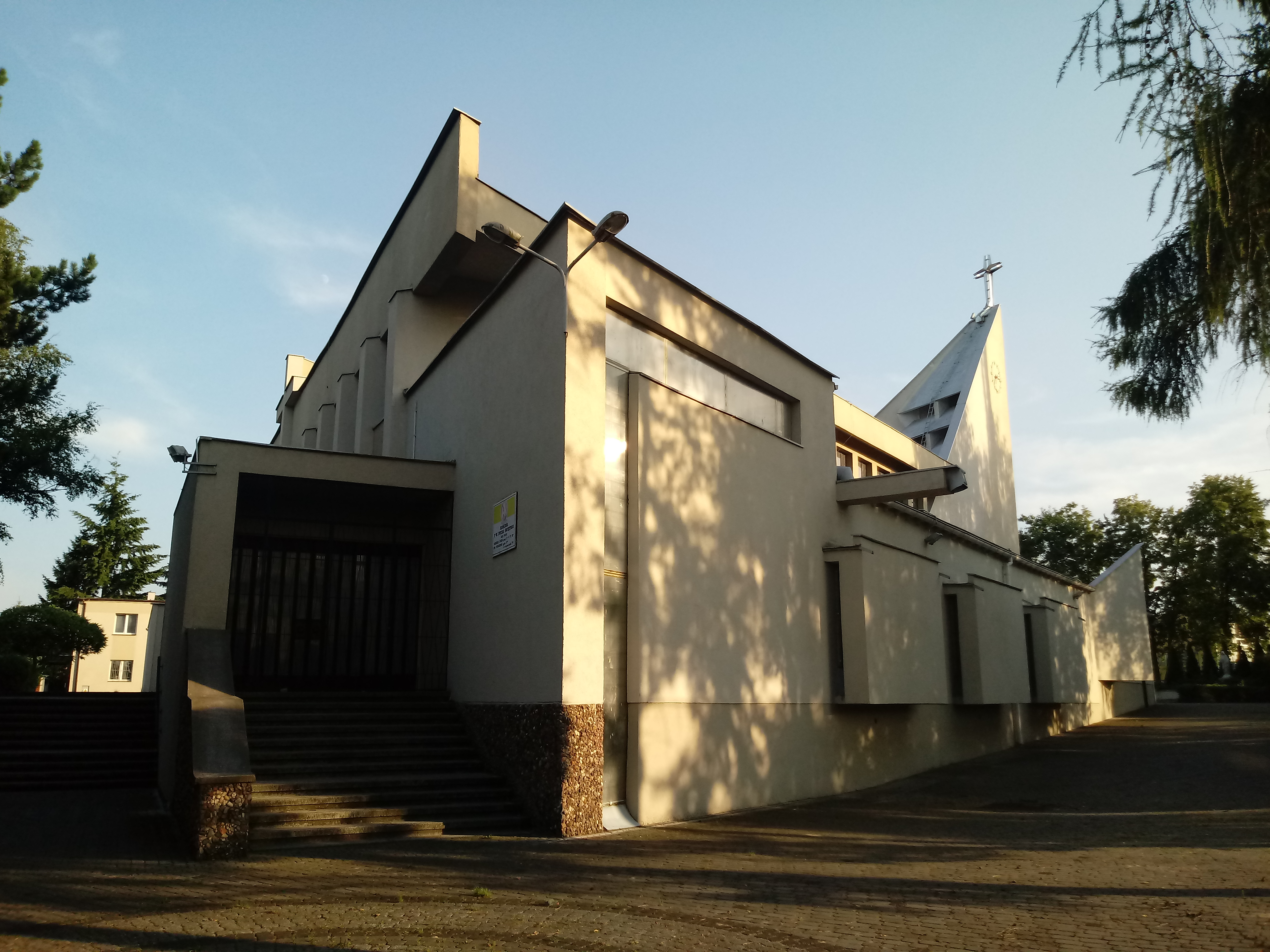
Kościół Ducha Świętego
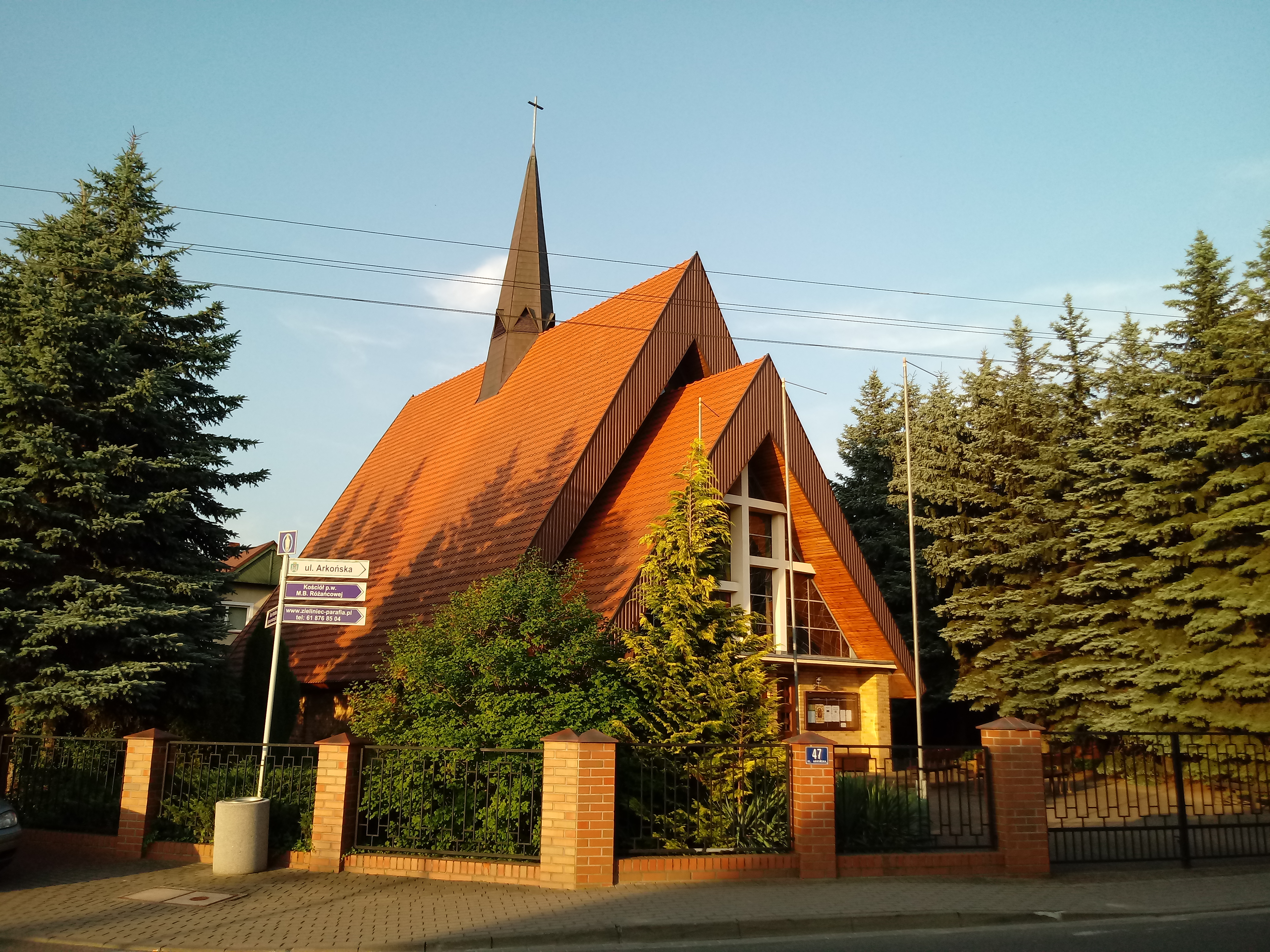
Kościół Matki Bożej Różańcowej